# La Parrilla
La Parrilla is een gemeente in de Spaanse provincie Valladolid in de regio Castilië en León met een oppervlakte van 45,05 km². La Parrilla telt 496 inwoners (1 januari 2016).

## Demografische ontwikkeling
Bron: INE, 1857-2011: volkstellingen